# 仙鹤镇
仙鹤镇，是中华人民共和国四川省绵阳市游仙区下辖的一个乡镇级行政单位。2019年12月，撤销柏林镇和朝真乡，设立仙鹤镇，以原柏林镇和原朝真乡所属行政区域为仙鹤镇的行政区域，仙鹤镇人民政府驻兴民街1号。

## 行政区划
仙鹤镇下辖以下地区：
柏林镇社区、柏林村、金坛村、洛水村、四云村、明水村、五德村、孟津村、金马村、高唐村和柏桃村。